# Secretaría del Gran Comisario (Japón)
La Secretaría del Gran Comisario (長官官房 Chōkan-kanbō) es el departamento principal de la Agencia de la Casa Imperial de Japón.

## Historia
Los orígenes de la estructura de la Casa Imperial se remontan al reinado del emperador Monmu, con la organización de la estructura del gobierno en el 701 DC.
El príncipe Naruhito, en mayo de 2004, criticó al entonces Gran Comisario, Toshio Yuasa, por presionar a Masako Owada, la esposa de Naruhito, para tener un hijo varón. En una conferencia de prensa, Naruhito dijo que su esposa se había "agotado por completo" tratando de adaptarse a la vida real, y agregó que "hubo desarrollos que negaban la carrera de Masako (hasta nuestro matrimonio) así como su personalidad".

## Organización
El Gran Comisario (長官 Chōkan) es el jefe de la secretaría, y es responsable de administrar la parte del personal del hogar que es omote (お も て), o "fuera de la casa"; estos empleados sirven como conductores, cocineros, jardineros o funcionarios administrativos.
La secretaría está compuesta por estas divisiones:
- Secretaría
- Asuntos Generales
- Asuntos del hogar de los príncipes imperiales
- Contabilidad
- Suministros
- Hospital de la casa imperial

## Grandes Comisarios
| Número                                                | Nombre               | Mandato                                       | Ex-servicio                                     |
| ----------------------------------------------------- | -------------------- | --------------------------------------------- | ----------------------------------------------- |
| Grandes Secretarios de la Oficina de la Casa Imperial |                      |                                               |                                                 |
| 1                                                     | Matsudaira Yoshitami | 3 de mayo de 1947 – 5 de junio de 1948        | Ministerio de la Casa Imperial                  |
| 2                                                     | Tajima Michiji       | 5 de junio de 1948 – 31 de mayo de 1949       | Civil                                           |
| Grandes Secretarios de la Agencia de la Casa Imperial |                      |                                               |                                                 |
| 1                                                     | Michiji Tajima       | 1 de junio de 1949 – 16 de diciembre de 1953  | Civil                                           |
| 2                                                     | Takeshi Usami        | 16 de diciembre de 1953 – 26 de mayo de 1978  | Ministerio del Interior                         |
| 3                                                     | Tomohiko Tomita      | 26 de mayo de 1978 – 14 de junio de 1988      | Agencia Nacional de Policía                     |
| 4                                                     | Shōichi Fujimori     | 14 de junio de 1988 – 19 de enero de 1996     | Ministro de Sanidad, Ministro de Medio Ambiente |
| 5                                                     | Sadame Kamakura      | 19 de enero de 1996 – 2 de abril de 2001      | Agencia Nacional de Policía                     |
| 6                                                     | Toshio Yuasa         | 2 de abril de 2001 – 1 de abril de 2005       | Ministro del Interior                           |
| 7                                                     | Shingo Haketa        | 1 de abril de 2005 – 1 de junio de 2012       | Ministro de Sanidad                             |
| 8                                                     | Noriyuki Kazaoka     | 1 de junio de 2012 – 26 de septiembre de 2016 | Ministro de Obras Públicas                      |
| 9                                                     | Shin'ichirō Yamamoto | 26 de septiembre de 2016 –                    | Ministro del Interior                           |